# لاندسات 8
لاندسات 8 هو قمر صناعي أمريكي للرصد الأرضي أُطلق في 11 فبراير 2013. وهو القمر الصناعي الثامن في برنامج «لاندسات»، والسابع في الوصول إلى المدار بنجاح. سُمي بالأصل باسم «مهمة استمرارية بيانات لاندسات» (إل دي سي إم)، وهو عبارة عن تعاون بين وكالة ناسا ووكالة الماسح الجيولوجي الأمريكي (يو إس جي إس). قام مركز «غودارد» لرحلات الفضاء التابع لناسا في جرينبيلت، ماريلاند، بأداء مهمة التطوير وهندسة أنظمة المهام والاستحواذ على مركبة الإطلاق بينما قامت يو إس جي إس بتطوير الأنظمة الأرضية وستُجري عمليات المهمة المستمرة.
بُني القمر الصناعي من قبل شركة «أوربيتال ساينسيز كوربوريشن»، التي عملت كمقاول رئيسي للمهمة. بُنيت أدوات المركبة الفضائية من قبل شركة «بول إيروسبيس» ومركز غودارد لرحلات الفضاء التابع لناسا، وتم التعاقد مع شركة «ائتلاف الإطلاق المتحد» لإطلاقه. خلال أول 108 يوم في المدار، خضع إل دي سي إم للتحقق من قبل ناسا وفي 30 مايو 2013، نُقلت مهمة إدارة العمليات من ناسا إلى يو إس جي إس عندما غُير الاسم رسميًا من إل دي سي إم إلى لاندسات 8.

## نظرة عامة
بعد تقاعد لاندسات 5 في أوائل عام 2013، تاركًا لاندسات 7 باعتباره القمر الصناعي الوحيد المتبقي في برنامج لاندسات، يضمن لاندسات 8 استمرار جمع بيانات لاندسات وتوافرها باستخدام مستشعرين على متنه، وجهاز التصوير الأرضي التشغيلي (أوه إل آي) والمستشعر الحراري بالأشعة تحت الحمراء (تيرز). على التوالي، تقوم هاتان الأداتان بجمع بيانات الصور ضمن تسع نطاقات موجية قصيرة ونطاقين طويلين حراريين. صُمم القمر الصناعي للقيام بمهمة مدتها 5.25 سنوات، ولكنه أُطلق مع ما يكفي من الوقود ليقوم بعشر سنوات أخرى من العمليات.
يهدف لاندسات 8 للقيام بثلاث مهام علمية رئيسية:
- جمع وأرشفة بيانات صورٍ متعددة الأطياف توفر تغطية موسمية للمساحات الأرضية العالمية لمدة لا تقل عن 5 سنوات بدقة مكانية تبلغ 30 مترًا؛
- التأكد من أن بيانات لاندسات 8 متوافقة بما فيه الكفاية مع بيانات مهمات لاندسات السابقة من ناحية هندسة الاستحواذ، والمعايرة، وخصائص التغطية، والخصائص الطيفية، وجودة النتائج النهائية، وتوافر البيانات للسماح بدراسات الغطاء الأرضي وتغير استخدام الأراضي بمرور الوقت؛
- توزيع نتائج بيانات لاندسات 8 على عامة الناس من غير تمييز بينهم أو تكلفة.[8]

## المركبة الفضائية
بُنيت مركبة لاندسات 8 الفضائية من قبل شركة أوربيتال ساينسيز كوربوريشن، بموجب عقد مع ناسا، وقد صُممت وفق نظام «إل إي أوه ستار 3» للأقمار الصناعية الخاص بالشركة. كانت أوربيتال مسؤولة عن تصميم نظام مركبة لاندسات 8، ودمج أدوات الحمولة الخاصة بالعملاء، واختبار المرصد بالكامل، بما في ذلك الاختبارات البيئية والتداخل/التوافق الكهرومغناطيسي. توفر المركبة الفضائية القدرة الكهربائية والتحكم في المدار والارتفاع والاتصالات وتخزين بيانات أوه إل آي وتيرز.
ثُبتت جميع المكونات، باستثناء وحدة الدفع، على السطح الخارجي للهيكل الأساسي. تولد وحدة ألواح شمسية واحدة قابلة للنشر القدرة الكهربائية لمكونات المركبة الفضائية وتشحن بطارية نيكل هيدروجين بسعة 125 أمبير ساعة. يوفر مسجل بيانات بتقنية الحالة الصلبة سعة تخزين تبلغ 3.14 تيرابايت على متن المركبة الفضائية وهوائي بنطاق إكس يرسل بيانات أوه إل آي وتيرز إما في الوقت الحقيقي أو من مسجل البيانات. ثُبت جهازي أوه إل آي وتيرز على القاعدة البصرية في الطرف الأمامي من المركبة الفضائية.